# Platja d'Heliòpolis
La platja Heliòpolis és una platja de sorra del municipi de Benicàssim en la comarca de la Plana Alta (País Valencià).
Limita al nord amb la platja dels Terrers i al sud amb les platges de la ciutat de Castelló de la Plana i té una longitud de vora 2 quilòmetres i mig i 50 metres d'amplària mitjana.
Disposa d'un passeig marítim (el mateix que discorre per tot el front marítim bicassut) i un carril bici que comunica el nucli urbà amb la capital castellonenca. Es troba en un entorn urbà disposant d'accés per carrer. Compta amb pàrquing delimitat, també accés per a minusvàlids. És una platja amb zona abalisada per a sortida d'embarcacions.
Ha estat guardonada amb la Bandera Blava.

## Galeria d'imatges

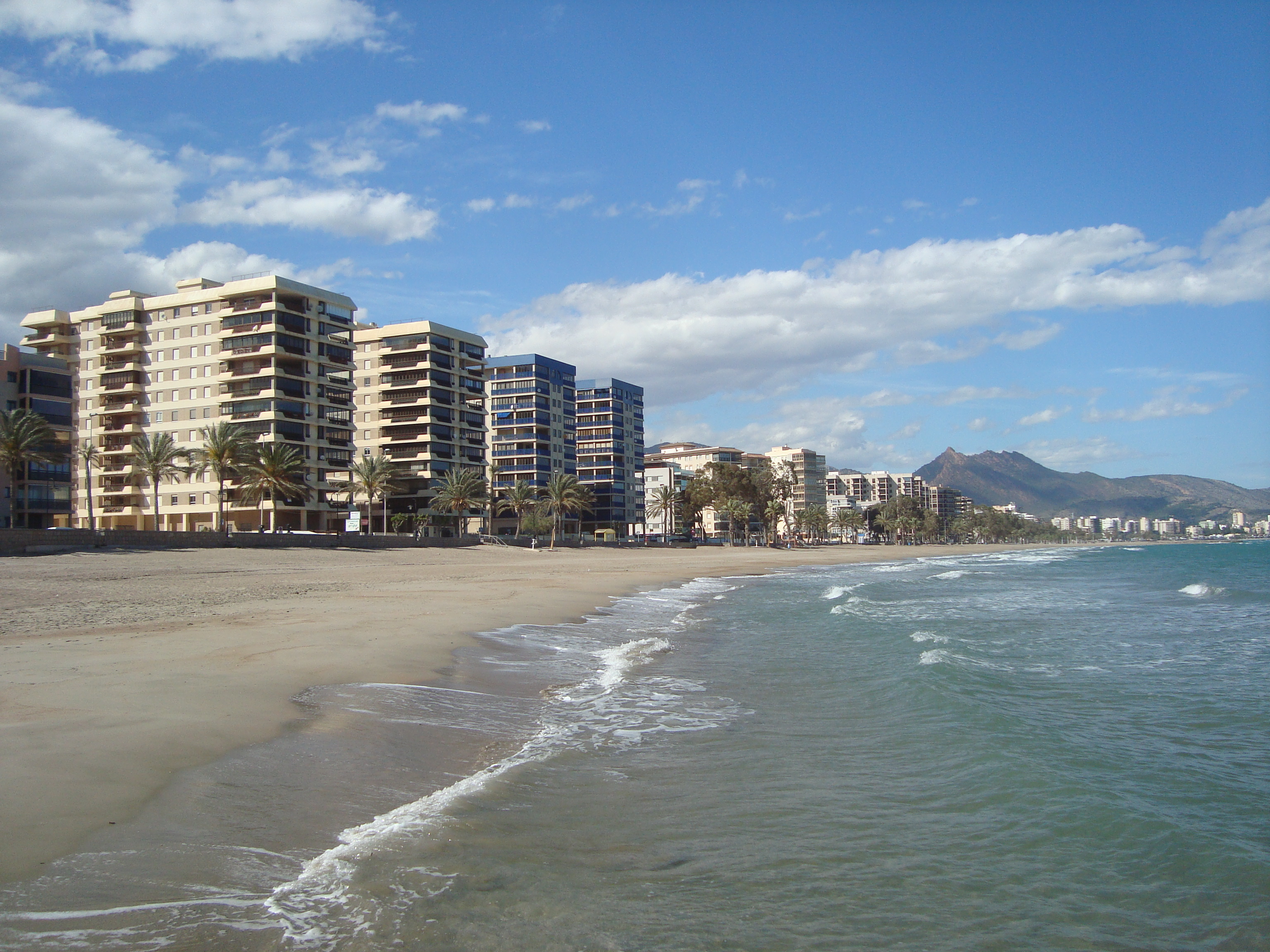
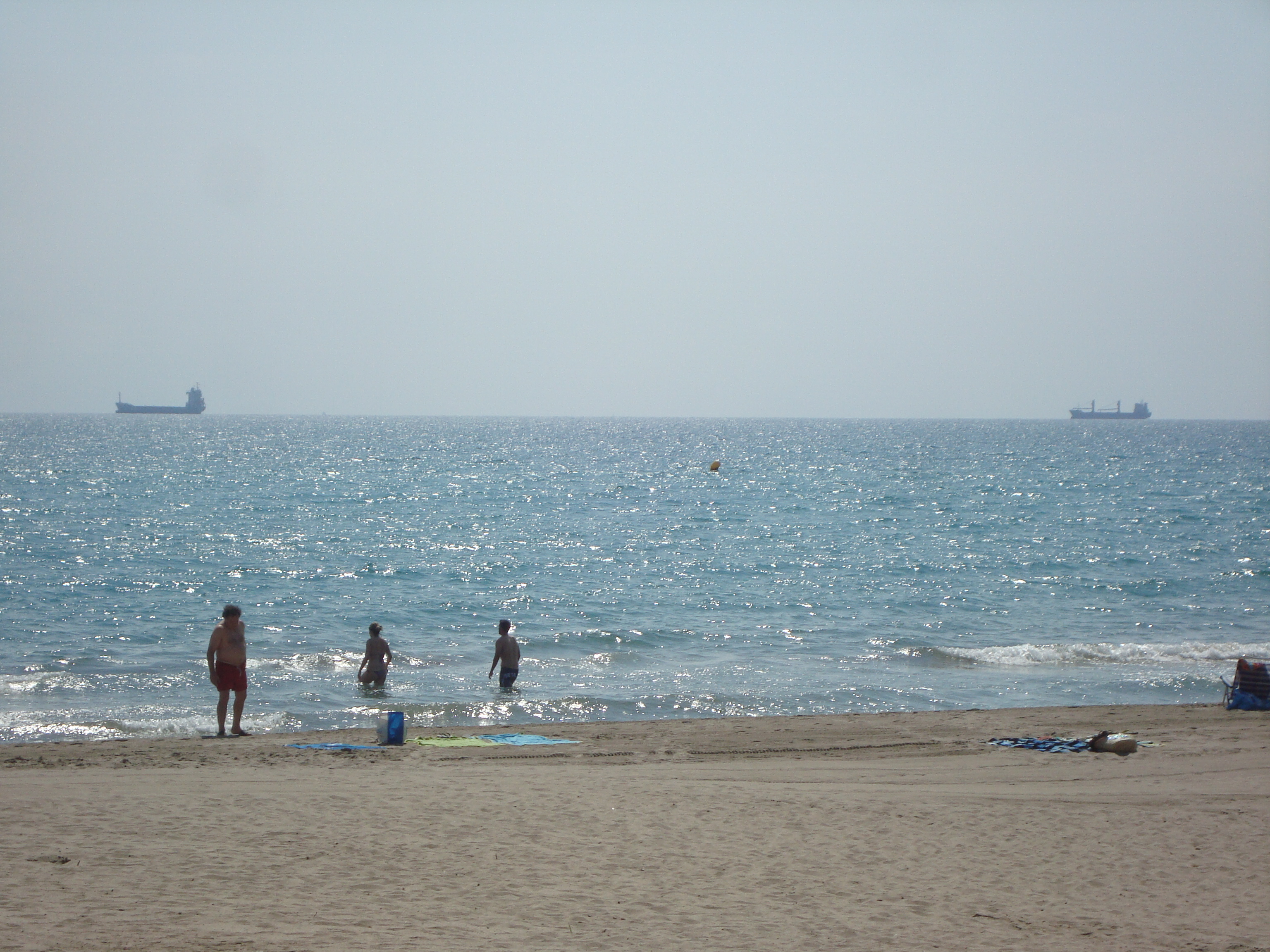
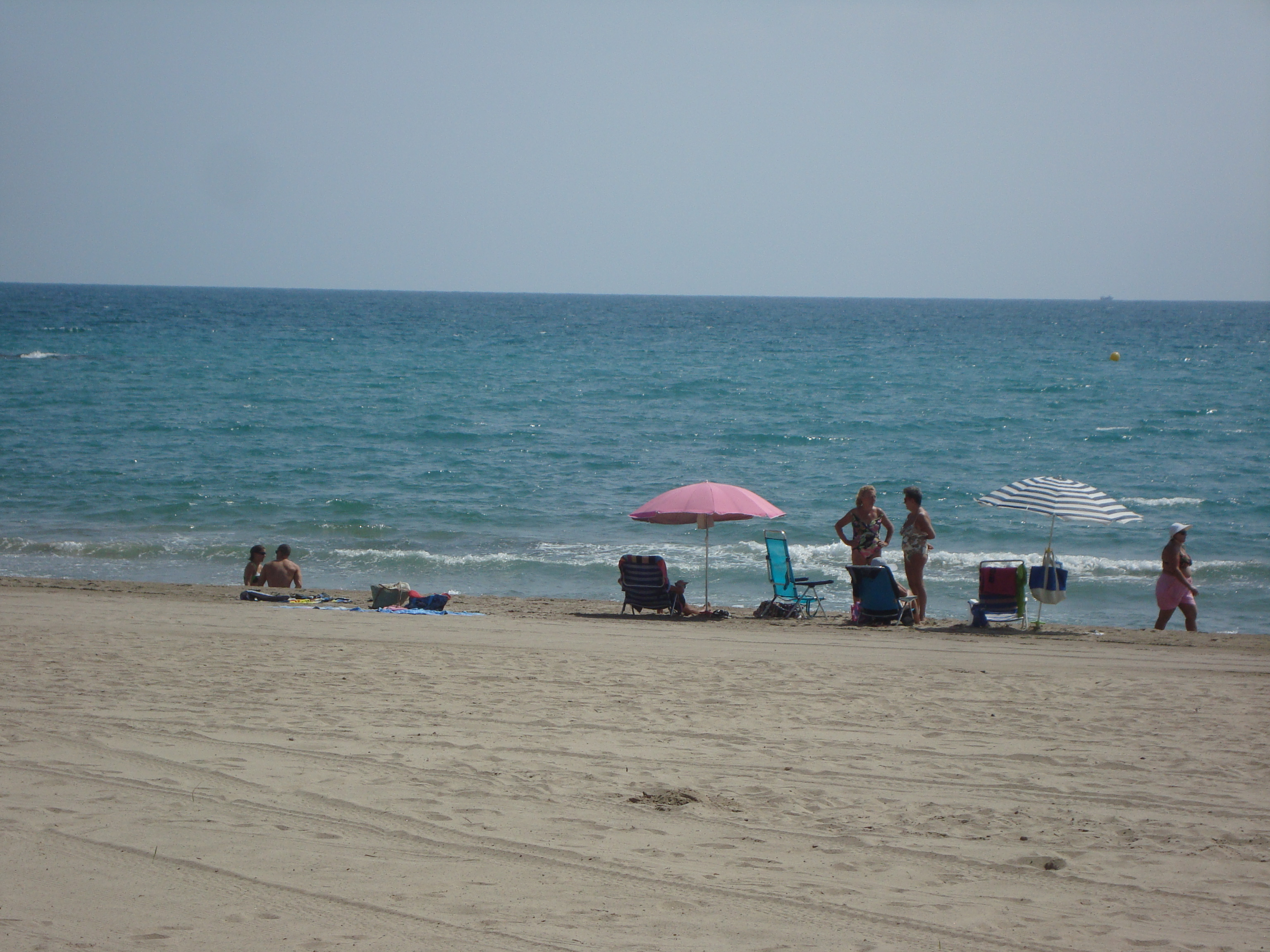